# Brännbergstjärnarna (Lycksele socken, Lappland, 719805-164513)
Brännbergstjärnarna är en sjö i Lycksele kommun i Lappland och ingår i Umeälvens huvudavrinningsområde. Sjön har en area på 0,0717 kvadratkilometer och ligger 265,4 meter över havet. Sjön avvattnas av vattendraget Kvarnbäcken.

## Delavrinningsområde
Brännbergstjärnarna ingår i det delavrinningsområde (719353-164785) som SMHI kallar för Mynnar i Vindelälvens vattendragsyta. Medelhöjden är 286 meter över havet och ytan är 32,11 kvadratkilometer. Det finns inga avrinningsområden uppströms utan avrinningsområdet är högsta punkten. Kvarnbäcken som avvattnar avrinningsområdet har biflödesordning 3, vilket innebär att vattnet flödar genom totalt 3 vattendrag innan det når havet efter 181 kilometer. Avrinningsområdet består mestadels av skog (91 procent). Avrinningsområdet har 0,91 kvadratkilometer vattenytor vilket ger det en sjöprocent på 2,8 procent.